# 海峽兩岸分裂分治
海峽兩岸分裂分治，又稱臺海兩岸分裂分治、兩岸分裂分治、中國分裂分治、兩岸分治，是中華民國方面對於臺海現狀與海峽兩岸關係的官方陳述方案，於李登輝總統時確立，法源來自《中華民國憲法增修條文》與《國統綱領》。中國國民黨大體上承襲了這個說法，但根據黨主席的不同而略有修正。其後續政策為「海峽兩岸互不隸屬」。
中華人民共和國方面拒絕接受這個陳述方式，認定為兩個中國與一中一台的台獨說法，不符合一個中國。

## 概論
這個陳述方案認為，自1949年中華人民共和國建立之後，中國以台灣海峽為界，暫時形成分裂的狀態。在海峽兩邊，分別為中華人民共和國與中華民國兩個政治實體，分裂為兩個領土，在不同制度下分開統治，互不隸屬，形成中國問題。
這個方案內容與美國雙重代表權方案接近，強調中華人民共和國與中華民國皆是在事實上實際存在的政府。台灣不是中華人民共和國的領土，也不是其底下的地方政府；認為中華人民共和國沒有統治台灣的法定權力，也沒有統治過台灣的事實。

## 歷史
1969年，美國國務卿威廉·P·罗杰斯（William P. Rogers）在澳洲坎培拉發表正式聲明：「我們（美國）承認，在台灣的中華民國與在大陸的中共都是存在的事實。我們也知道中共終必在亞太地區扮演重要的角色。……我們真誠歡迎與中共重新談判。」1971年，美國蘭德公司發布《重訂對華政策》（Remaking China Policy），主張承認中華人民共和國與中華民國在現況下同時存在，皆可以代表中國，這個主張被歸結為「一個中國，但不是現在」（One China but not now）。
1979年，中華人民共和國全國人大常委會發布《告台灣同胞書》，提出台灣在1949年後與中國分離，目前處於分裂局面，希望盡快完成中國統一。
1992年，中華民國國家統一委員會通過《關於「一個中國」的涵義》決議案，其中提出兩岸分裂分治的說法為：
民國38年（公元1949年）起，中國處於暫時分裂之狀態，由兩個政治實體，分治海峽兩岸，乃為客觀之事實，任何謀求統一之主張， 不能忽視此一事實之存在。
行政院大陸委員會於1994年發表《臺海兩岸關係說明書》，其中說明了兩岸分裂分治：「民國三十八年十月，中共在北平建立中華人民共和國。中華民國政府從南京經廣州，播遷台北，中國遂以臺灣海峽為界暫時形成分裂分治之勢。」
1995年，為回應中共總書記江澤民的江八點談話，李登輝總統發表李六條談話，其中再度重申了兩岸分裂分治為現實：「民國三十八年以來，台灣與大陸分別由兩個互不隸屬的政治實體治理，形成了海峽兩岸分裂分治的局面，也才有國家統一的問題。因此，要解決統一問題，就不能不實事求是，尊重歷史，在兩岸分治的現實上探尋國家統一的可行方式。」
為了減少中華人民共和國方面的反彈，包括沈君山、蘇起、馬英九、張亞中與洪秀柱等人，皆曾經主張修改這個方案，拿掉中國分裂的字眼，修改為一個分治的中國。但修改後的方案，只在台灣內部使用，因為中華人民共和國方面仍然將兩岸分治視為台獨言論。

## 中華人民共和國反應
1993年，中共中央台灣工作辦公室發表《台湾问题与中国的统一》，認為在1949年中華人民共和國成立後，完全取代了中華民國，台灣為中國領土。中華民國在退居台灣之後，已無法行使中國主權，成為中國領土之下的一個地方當局，在外國勢力支持下，與中央政府對峙。台灣問題是中國內戰的遺留問題，但中國固有領土與主權從來沒有改變過。
1995年，中共中央總書記江澤民發表江八點談話，認定兩岸分裂分治的說法，違反一個中國原則，為台獨言論，拒絕承認這個說法。1996年，中國國務院總理李鵬，重申江八點談話，將兩岸分裂分治的說法認定為台獨言論。
2000年，中共中央台灣工作辦公室發表《一个中国的原则与台湾问题》，重申中國領土與主權沒有分裂，海峽兩岸不是兩個國家，台灣是中國的領土。認為兩岸無法統一，是因為外國勢力與台灣分離勢力造成的暫時不正常狀態，中國不可能走向分裂。其中指責了兩岸分裂分治為李登輝政府提出的台獨主張。
2019年，中共中央總書記習近平在《告台灣同胞書》四十週年紀念會上發表談話，主張兩岸目前是「陷入長期的政治對立的特殊狀態」，不是分裂，也不是分治，「台灣為中國的一部份，兩岸同屬中國」，「中華人民共和國為中國唯一代表」，並將這個說法定位為兩岸關係的在歷史及法理上的標準說法。視兩岸分裂或兩岸分治的說法為台獨言論。